# Charles Michel Poinsot
Charles Michel Poinsot est un homme politique français né le 20 avril 1774 à Langres (Haute-Marne) et décédé le 8 octobre 1819 à Langres.
Avocat à Langres, il est député de la Haute-Marne pendant les Cent-Jours, en 1815.

## Sources
- « Charles Michel Poinsot », dans Adolphe Robert et Gaston Cougny, Dictionnaire des parlementaires français, Edgar Bourloton, 1889-1891 [détail de l’édition]